# Алештар
Алешта́р, или Алишта́р, или Алашта́р, или Кале́-Алешта́р, или Кале́-Мозаффари́ (перс. الشتر‎) — город на западе Ирана, в провинции Лурестан. Административный центр шахрестана Селселе. Восьмой по численности населения город провинции.

## География
Город находится в северной части Лурестана, в живописной горной местности центрального Загроса, на высоте 1648 метров над уровнем моря.
Алештар расположен на расстоянии приблизительно 40 километров к северо-северо-востоку (NNE) от Хорремабада, административного центра провинции и на расстоянии 340 километров к юго-западу от Тегерана, столицы страны.
К востоку от города находится вершина Гаррин (3630 м).

## Население
На 2006 год население составляло 28 306 человек; национальном составе преобладают лаки (не путать с лакцами, народом в Дагестане), в конфессиональном — мусульмане-шииты.
| 1986   | 1991   | 1996   | 2006   | 2012   |
| ------ | ------ | ------ | ------ | ------ |
| 14 274 | 22 655 | 23 022 | 28 306 | 31 351 |